# Effectifs du championnat d’Afrique féminin de basket-ball 2017
Cet article liste les effectifs des équipes participant au Championnat d’Afrique de basket-ball féminin 2017.

## Angola
| Numéro | Joueuse            | Poste       | Naissance         | Taille | Club 2016-2017                      |
| ------ | ------------------ | ----------- | ----------------- | ------ | ----------------------------------- |
| 1      | Italee Lucas       | Arrière     | 12 janvier 1989   | 1,75 m | Inter Clube                         |
| 2      | Rosa Gala          | Meneur      | 17 avril 1995     | 1,73 m | Clube Desportivo Primeiro de Agosto |
| 3      | Clarisse Mpaka     | Ailier      | 25 février 1984   | 1,77 m | La Glacerie                         |
| 4      | Fineza Eusébio     | Arrière     | 18 juillet 1990   | 1,78 m | Clube Desportivo Primeiro de Agosto |
| 5      | Artémis Afonso     | Meneur      | 6 janvier 1993    | 1,79 m | Quinta dos Lombos                   |
| 6      | Felizarda Jorge    | Meneur      | 23 février 1985   | 1,72 m | Inter Clube                         |
| 7      | Whitney Miguel     | Ailier fort | 30 septembre 1991 | 1,85 m | Roannais basket féminin             |
| 10     | Sónia Ndoniema     | Ailier      | 15 septembre 1985 | 1,85 m | Clube Desportivo Primeiro de Agosto |
| 11     | Luisa Tomas        | Pivot       | 24 mars 1983      | 1,92 m | Clube Desportivo Primeiro de Agosto |
| 14     | Ana Gonçalves      | Ailier      | 3 janvier 1993    | 1,80 m | Clube Desportivo Primeiro de Agosto |
| 15     | Ngiendula Filipe   | Meneur      | 20 mai 1982       | 1,78 m | Inter Clube                         |
| 20     | Cristina Matiquite | Pivot       | 12 mars 1992      | 1,91 m | Clube Desportivo Primeiro de Agosto |

Sélectionneur : Jaime Covilhã

## Cameroun
| Numéro | Joueuse               | Poste       | Naissance        | Taille | Club 2016-2017      |
| ------ | --------------------- | ----------- | ---------------- | ------ | ------------------- |
| 4      | Linda Mba Minna       | Meneur      | 6 juin 1984      | 1,68 m | FAP Yaoundé         |
| 5      | Priscilla Mbiandja    | Meneur      | 22 février 1989  | 1,73 m | ASC Tours           |
| 6      | Anne-Marie Assena     | Arrière     | 14 novembre 1995 | 1,85 m |                     |
| 7      | Rose Abenkou          | Pivot       | 25 juillet 1994  | 1,86 m | Poinçonnet Basket   |
| 8      | Marie Ange Mfoula     | Ailier      | 31 mai 1992      | 1,88 m | Poinçonnet Basket   |
| 9      | Ramses Lonlack        | Ailier      | 20 janvier 1989  | 1,78 m | Quinta dos Lombos   |
| 10     | Tia Weledji           | Arrière     | 8 mars 1996      | 1,80 m | Tigers de Princeton |
| 11     | Angi Ramey            | Pivot       | 9 juillet 1991   | 1,92 m |                     |
| 12     | Achiri Ade            | Ailier fort | 12 mars 1993     | 1,85 m | GDKO Biskaia        |
| 13     | Nelly Tchasi          | Meneur      | 14 août 1993     | 1,78 m | Bears de Brown      |
| 14     | Catherine Ghane Yenou | Ailier fort | 21 juillet 1987  | 1,75 m | USA Alger           |
| 15     | Amandine Ebogo Fabo   | Pivot       | 21 avril 1992    | 1,93 m | FAP Yaoundé         |

## Côte d'Ivoire
| Numéro | Joueuse           | Poste       | Naissance         | Taille | Club 2016-2017                  |
| ------ | ----------------- | ----------- | ----------------- | ------ | ------------------------------- |
| 4      | Mamiky Cissé      | Ailier      | 16 décembre 1991  | 1,79 m | Abidjan Basket Club             |
| 5      | Awa Koné          | Arrière     | 21 mars 1988      | 1,75 m | CSA Treichville                 |
| 6      | Abiba Koné        | Arrière     | 25 juin 1998      | 1,73 m | CSA Treichville                 |
| 7      | Djefarina Diawara | Ailier      | 13 septembre 1994 | 1,79 m |                                 |
| 8      | Blandine N’Goran  | Pivot       | 4 mai 1987        | 1,90 m |                                 |
| 9      | Edwige Djedjemel  | Ailier fort | 29 octobre 1988   | 1,88 m | CSA Treichville                 |
| 10     | Kani Kouyaté      | Ailier      | 8 août 1990       | 1,77 m | BCSP Rezé                       |
| 11     | Amandine Kouakou  | Ailier fort | 17 août 1993      | 1,84 m | Friend's Basketball Association |
| 12     | Irène Bognini     | Arrière     | 5 avril 1997      | 1,70 m | CSA Treichville                 |
| 13     | Kariata Diaby     | Ailier fort | 29 juin 1995      | 1,92 m | Voiron                          |
| 14     | Mariama Kouyaté   | Ailier      | 16 juin 1988      | 1,80 m | CSA Treichville                 |
| 15     | Minata Fofana     | Pivot       | 22 mars 1986      | 1,90 m | CSA Treichville                 |

## Égypte
| Numéro | Joueuse            | Poste       | Naissance         | Taille | Club 2016-2017 |
| ------ | ------------------ | ----------- | ----------------- | ------ | -------------- |
| 4      | Mannar Youssef     | Ailier      | 4 novembre 1993   | 1,77 m |                |
| 5      | Nouralla Abdelalim |             | 15 juin 1997      | 1,85 m |                |
| 8      | Soraia Deghady     |             | 16 juillet 1995   |        |                |
| 9      | Reem Awad          | Arrière     | 28 juin 1993      | 1,71 m |                |
| 11     | Radwa Sherif       | Ailier fort | 1er février 1998  | 1,86 m |                |
| 12     | Rana Abdelfattah   | Ailier      | 18 janvier 1998   | 1,82 m |                |
| 14     | Menatalla Awad     |             | 10 septembre 1991 | 1,78 m |                |
| 18     | Asrar Bakr         | Arrière     | 10 août 1998      | 1,80 m |                |
| 41     | Hala Alshaarawy    | Ailier      | 18 janvier 1993   | 1,81 m |                |
| 49     | Meral Abdelgawad   | Meneur      | 13 novembre 1998  | 1,81 m |                |
| 69     | Mai Helwa          |             | 2 janvier 1989    |        |                |

## Guinée
| Numéro | Joueuse            | Poste       | Naissance       | Taille | Club 2016-2017                  |
| ------ | ------------------ | ----------- | --------------- | ------ | ------------------------------- |
| 4      | Aminata Sylla      |             | 24 juin 1974    | 1,70 m |                                 |
| 5      | Aicha Dallo Mara   | Arrière     | 24 janvier 1996 | 1,77 m | Arras                           |
| 6      | Fanta Soumah       | Meneur      | 16 mars 1997    | 1,64 m |                                 |
| 7      | Khady Mbaye        | Meneur      | 6 novembre 1981 | 1,69 m |                                 |
| 8      | Fatima Sacko       | Arrière     | 19 avril 1998   | 1,71 m |                                 |
| 10     | Aissata Bangoura   | Ailier      | 14 avril 1993   | 1,78 m |                                 |
| 11     | Fanta Bérété       | Ailier fort | 16 avril 1995   | 1,80 m | Horoya AC                       |
| 12     | Fatou Bah          | Ailier      | 16 juillet 1985 | 1,88 m |                                 |
| 13     | Nadia Peruch Niang | Ailier fort | 16 janvier 1978 | 1,84 m | Union sportive Colomiers basket |
| 14     | Angeline Keita     | Pivot       | 31 janvier 1979 | 1,83 m | AGS Basket                      |
| 15     | Simone Keita       | Pivot       | 26 mars 1994    | 1,81 m |                                 |

## Mali
| Numéro | Joueuse               | Poste | Naissance         | Taille | Club 2016-2017     |
| ------ | --------------------- | ----- | ----------------- | ------ | ------------------ |
| 4      | Nassira Traoré        | 3     | 28 octobre 1988   | 1,86 m | Dakar UC           |
| 5      | Aïssata Maïga         | 1     | 21 mars 1992      | 1,68 m | FUS Rabat          |
| 7      | Fatoumata Bagayoko    | 1     | 23 mai 1988       | 1,70 m | ASC Ville de Dakar |
| 8      | Touty Gandega         |       | 20 juin 1991      | 1,75 m | Basket Landes      |
| 10     | Kankou Coulibaly      |       | 1er avril 1990    | 1,87 m | Dakar UC           |
| 13     | Meiya Tirera          | 3     | 15 avril 1986     | 1,87 m | AE Sedis Bàsquet   |
| 14     | Mariam Alou Coulibaly | Pivot | 7 octobre 1997    | 1,83 m | CB Gran Canaria    |
| 15     | Naîgnouma Coulibaly   | 5     | 31 mai 1989       | 1,92 m | Nice               |
| 17     | Minata Keita          |       | 15 mars 1989      |        | CB Arxil           |
| 30     | Astan Dabo            | 5     | 30 mai 1992       | 2,03 m | Tarbes             |
| 77     | Kouta Camara          |       | 8 juin 1995       |        | Thouars            |
| 87     | Ramata Diakité        | 4     | 17 septembre 1991 | 1,88 m | Charnay            |

Sélectionneur  :  Sylvain Lautié

## Mozambique
| Numéro | Joueuse               | Poste       | Naissance         | Taille | Club 2016-2017              |
| ------ | --------------------- | ----------- | ----------------- | ------ | --------------------------- |
| 4      | Iliana Ventura        | Meneur      | 14 février 1990   | 1,69 m |                             |
| 5      | Aquila Mucubaquine    | Arrière     | 20 novembre 1995  | 1,72 m |                             |
| 6      | Chanaya Pinto         | Ailier      | 25 juin 2000      | 1,86 m | Quinta dos Lombos           |
| 7      | Anabela Cossa         | Arrière     | 7 avril 1986      | 1,72 m | Clube Ferroviário de Maputo |
| 8      | Amelia Massingue      | Meneur      | 23 septembre 1985 | 1,69 m | Clube Ferroviário de Maputo |
| 9      | Catia Halar           | Arrière     | 28 novembre 1982  | 1,72 m | L. D. de Maputo Moçambique  |
| 10     | Eleuteria Lhavanguane | Ailier      | 12 novembre 1997  | 1,81 m | Clube Ferroviário de Maputo |
| 11     | Leia Dongue           | Ailier fort | 24 mai 1991       | 1,85 m | Primeiro de Agosto          |
| 12     | Rute Muianga          | Arrière     | 6 avril 1983      | 1,77 m | Clube Ferroviário de Maputo |
| 13     | Elizabeth Pereira     | Ailier      | 8 novembre 1991   | 1,70 m | Clube Ferroviário de Maputo |
| 14     | Odelia Mafanela       | Pivot       | 14 avril 1989     | 1,81 m | Clube Ferroviário de Maputo |
| 15     | Tamara Seda           | Pivot       | 19 juin 1994      | 1,92 m | Miners d'UTEP               |

## Nigeria
| Numéro | Joueuse         | Poste         | Naissance         | Taille | Club 2016-2017               |
| ------ | --------------- | ------------- | ----------------- | ------ | ---------------------------- |
| 3      | Ugoshi Nwaigwe  | Ailière forte | 3 mai 1993        | 1,90 m | CB Islas Canarias            |
| 5      | Upe Atosu       | Arrière       | 21 avril 1993     | 1,65 m | First Bank Basketball        |
| 7      | Sarah Ogoke     | Arrière       | 25 juin 1990      | 1,77 m | Uniao Sportiva Ponta Delgada |
| 8      | Nkechi Akahili  |               | 22 février 1990   |        |                              |
| 9      | Aisha Mohammed  | Ailière       | 21 octobre 1985   | 1,93 m |                              |
| 11     | Adaora Elonu    | Ailière       | 28 avril 1990     | 1,85 m | Salamanque                   |
| 12     | Ndidi Madu      |               | 17 mars 1989      | 1,88 m | Broni                        |
| 13     | Evelyn Akhator  | Ailière forte | 3 février 1995    | 1,91 m | Wings de Dallas              |
| 14     | Chioma Udeaja   |               | 29 juin 1984      | 1,90 m | First Bank Basketball        |
| 21     | Atonye Nyingifa | Ailière       | 8 décembre 1990   | 1,80 m | Elitzur Holon                |
| 23     | Ezinne Kalu     | Arrière       | 26 juin 1992      | 1,73 m | Olivais                      |
| 30     | Cecilia Okoye   | Ailière       | 13 septembre 1991 | 1,85 m | Real Club Celta Vigo         |

## République centrafricaine
| Numéro | Joueuse                     | Poste         | Naissance         | Taille | Club 2016-2017 |
| ------ | --------------------------- | ------------- | ----------------- | ------ | -------------- |
| 4      | Keitia Kalene               | Meneuse       | 19 août 1988      | 1,71 m |                |
| 5      | Nina Koumba                 | Meneuse       | 7 avril 1987      | 1,68 m |                |
| 6      | Debora Eyene                | Ailière       | 30 juillet 1989   | 1,70 m |                |
| 7      | Princesse M'Baye Ndack      | Pivot         | 25 juin 1990      | 1,80 m |                |
| 8      | Abety Imbangueret II        | Ailière forte | 22 janvier 1989   | 1,80 m |                |
| 9      | Hortencia Yamalet           | Ailière fort  | 27 février 1995   | 1,71 m |                |
| 10     | Claudie Yagba Kokito        | Ailière forte | 11 novembre 1988  | 1,80 m |                |
| 11     | Esthelle Gaombalet          | Meneuse       | 24 mai 1984       | 1,62 m |                |
| 12     | Gabrielle Guegbelet         | Ailière forte | 14 septembre 1982 | 1,80 m |                |
| 13     | Chancella Derebona-Ngaïsset | Pivot         | 28 février 1992   | 1,84 m |                |
| 14     | Isabelle Djel               | Pivot         | 22 février 1985   | 1,90 m |                |
| 15     | Patricia Ngbonga            | Pivot         | 2 avril 1994      | 1,80 m |                |

## RD Congo
| Numéro | Joueuse                 | Poste         | Naissance         | Taille | Club 2016-2017 |
| ------ | ----------------------- | ------------- | ----------------- | ------ | -------------- |
| 4      | Ginette Mfutila Makiese | Ailière forte | 20 avril 1988     | 1,89 m |                |
| 5      | Yvonne Bilonda Ntumba   | Arrière       | 5 novembre 1982   | 1,72 m |                |
| 6      | Naura Bombolo Balongya  | Meneuse       | 16 novembre 1996  | 1,65 m |                |
| 7      | Jeanine Kapinga Kalombo | Ailière       | 16 février 1984   | 1,79 m | BC Vita Club   |
| 8      | Cecile Mukoso Nyoka     | Ailière       | 18 septembre 1986 | 1,77 m |                |
| 9      | Natacha Mambengya Teba  | Meneuse       | 28 mai 1992       | 1,70 m |                |
| 10     | Ortice Kabobo Haongi    | Pivot         | 10 octobre 1987   | 1,88 m |                |
| 11     | Mireille Mbiya Tshiyoyo | Pivot         | 25 novembre 1988  | 1,84 m |                |
| 12     | Mireille Muganza Nyota  | Ailière forte | 2 février 1990    | 1,87 m |                |
| 13     | Christelle Ngusu Mafuta | Pivot         | 23 février 1989   | 1,92 m |                |
| 14     | Mudju Beradette Ngoyisa | Pivot         | 26 août 1982      | 1,94 m |                |
| 15     | Chanel Mokango Modiri   | Pivot         | 13 octobre 1988   | 1,90 m |                |

## Sénégal
| Numéro | Joueuse            | Poste       | Naissance        | Taille | Club 2016-2017        |
| ------ | ------------------ | ----------- | ---------------- | ------ | --------------------- |
| 4      | Oumoul Thiam       | Arrière     | 3 février 1990   | 1,79 m | CB Gran Canaria       |
| 5      | Aya Traoré         | Arrière     | 27 juillet 1983  | 1,83 m | Basket Esch           |
| 6      | Oumoul Khairy Sarr | Pivot       | 25 janvier 1984  | 1,88 m |                       |
| 7      | Fatou Dieng        | Meneuse     | 18 août 1983     | 1,67 m | AS Aulnoye-Aymeries   |
| 8      | Mame Diodio Diouf  | Ailier      | 15 décembre 1984 | 1,74 m | Dakar Université Club |
| 9      | Ndèye Sène         | Arrière     | 18 janvier 1988  | 1,67 m | ASC Ville de Dakar    |
| 10     | Astou Traoré       | Ailier fort | 30 avril 1981    | 1,86 m | Galatasaray           |
| 11     | Aminata Fall       | Pivot       | 13 août 1991     | 1,93 m |                       |
| 12     | Mame-Marie Sy-Diop | Ailier fort | 25 mars 1985     | 1,85 m | Villeneuve d'Ascq     |
| 13     | Sokhna Lycka Sy    | Arrière     | 17 octobre 1988  | 1,82 m |                       |
| 14     | Ramata Daou        | Pivot       | 23 mars 1988     | 2,02 m | ASC Ville de Dakar    |
| 15     | Aicha Sidibe       | Pivot       | 3 décembre 1995  |        |                       |

Sélectionneur : Moustapha Gaye
Assistants : Parfait Adjivon, Elhadji Diop

## Tunisie
| Numéro | Joueuse               | Poste         | Naissance        | Taille | Club 2016-2017 |
| ------ | --------------------- | ------------- | ---------------- | ------ | -------------- |
| 4      | Chaima Ben Mahmoud    | Arrière       | 10 février 1993  | 1,70 m |                |
| 5      | Houda Hamrouni        | Ailière forte | 7 février 1994   | 1,86 m |                |
| 6      | Marwa Shili           | Arrière       | 14 décembre 1999 | 1,75 m |                |
| 7      | Monia Ben Mechlia     | Arrière       | 19 mars 1992     | 1,71 m |                |
| 8      | Khouloud Mefteh       | Ailière forte | 5 janvier 1991   | 1,87 m |                |
| 9      | Imen Jedidi Mistiri   | Ailière fort  | 7 avril 1992     | 1,81 m |                |
| 10     | Hela Msadek           | Ailière       | 23 novembre 1989 | 1,75 m |                |
| 11     | Siwar Khlifa          | Meneuse       | 11 janvier 1989  | 1,71 m |                |
| 12     | Wafa Loubiri          | Ailière       | 18 juin 1995     | 1,74 m |                |
| 13     | Maherzia Ksouri Sbeii | Ailière forte | 2 octobre 1983   | 1,83 m |                |
| 14     | Beya Ben Ameur        | Pivot         | 15 février 1993  | 1,88 m |                |
| 15     | Salma Mnasria         | Pivot         | 11 octobre 1986  | 1,90 m |                |